# Amy Grant
Amy Lee Grant (Augusta, 25 de novembro de 1960) é uma cantora, compositora e atriz estadunidense notabilizada por sua dedicação a música cristã contemporânea, tendo recebido a alcunha de Queen of Christian Pop (Rainha do Pop Cristão).

## Biografia
Nasceu na Geórgia, durante a residência médica de seu pai. Ela ainda era um bebê quando a família retornou a Nashville. A mais jovem de quatro filhas, Amy e as irmãs (Mimi, Kathy e Carol) cresceram em uma casa com lealdade familiar forte e de fé religiosa fervente. Na igreja, ela aprendeu os hinos e histórias que inspirariam a vida e a música dela.
Como uma história de Hollywood, a entrada de Amy Grant na música, começou enquanto ela trabalhava meio expediente varrendo chão e desmagnetizando fitas em um estúdio em Nashville. O amigo dela,o produtor, Brown Bannister, permitiu que ela gravasse uma fita de suas canções que ela queria dar para sua família.
O produtor da Word Records ouviu as músicas e disse ter achado um talento novo dentro de Nashville. Ele tocou a fita no telefone para os executivos da gravadora ouvirem. O contrato dela foi quase que imediatamente assinado aos dezessete anos de idade.
Em 1978 ela lançou seu primeiro álbum intitulado Amy Grant, e desde então seguiu uma carreira de sucesso. Em 1986, junto a Peter Cetera, Grant estourou nas paradas de sucesso do mundo inteiro com a música Next Time I Fall, que em 06 de dezembro daquele ano alcançaria o primeiro lugar na Billboard Hot 100 dos Estados Unidos. A mesma canção seria indicada ao Grammy Awards do mesmo ano por Melhor Performance Vocal Pop por Dupla ou Grupo.
No final da década de 1990 a vida de Amy Grant ficou meio conturbada. Foi anunciada sua separação do cantor e compositor Gary Chapman com quem esteve casada desde 1982 e tiveram três filhos. Diante disso, surgiram boatos de que ela teria se afastado do Evangelho e que não gravaria mais músicas cristãs.
Tudo superado, em 2000 Amy Grant casou-se com também cantor e compositor Vince Gill e um ano depois tiveram uma filha, Corrina.

### Prêmios e homenagens
Com diversos prêmios Grammy e Dove (o troféu aos melhores da música cristã americana), Amy Grant é considerada um dos maiores nome das música cristã no mundo. Em 2003 foi recebida no Hall da Fama da música Gospel.
Em reconhecimento a sua grande contribuição para o profissionalismo, desenvolvimento e expansão da música Gospel, em 2006 ela recebeu uma estrela na lendária Calçada da Fama em Hollywood.

## Discografia

### Álbuns de estúdio
- Amy Grant (1977)
- My Father's Eyes (1979)
- Never Alone (1980)
- Age to Age (1982)
- Straight Ahead (1984)
- Unguarded (1985)
- Lead Me On (1988) (Relançado em 2008 em edição comemorativa aos 20 anos do álbum)
- Heart in Motion (1991)
- House of Love (1994)
- Behind The Eyes (1997)
- Legacy... Hymns & Faith (2002)
- Simple Things (2003)
- Rock of Ages...Hymns & Faith (2005)
- She Colors My Day (2009)
- How Mercy Looks From Here (2013)

### Álbuns ao vivo
- In Concert Vol. 1 (1981)
- In Concert Vol. 2 (1981)
- Time Again... Amy Grant Live (2006)

### Coletâneas
- The Collection (1986)
- Greatest Hits 1986 – 2004 (2004)
- Greatest Hits (2007)
- Somewhere Down the Road (2010)

### Álbuns Natalinos
- A Christmas Álbum (1983)
- Home For Christmas (1992)
- A Christmas To Remember (1999)
- The Christmas Collection (2008)